# 바베이도스 요리

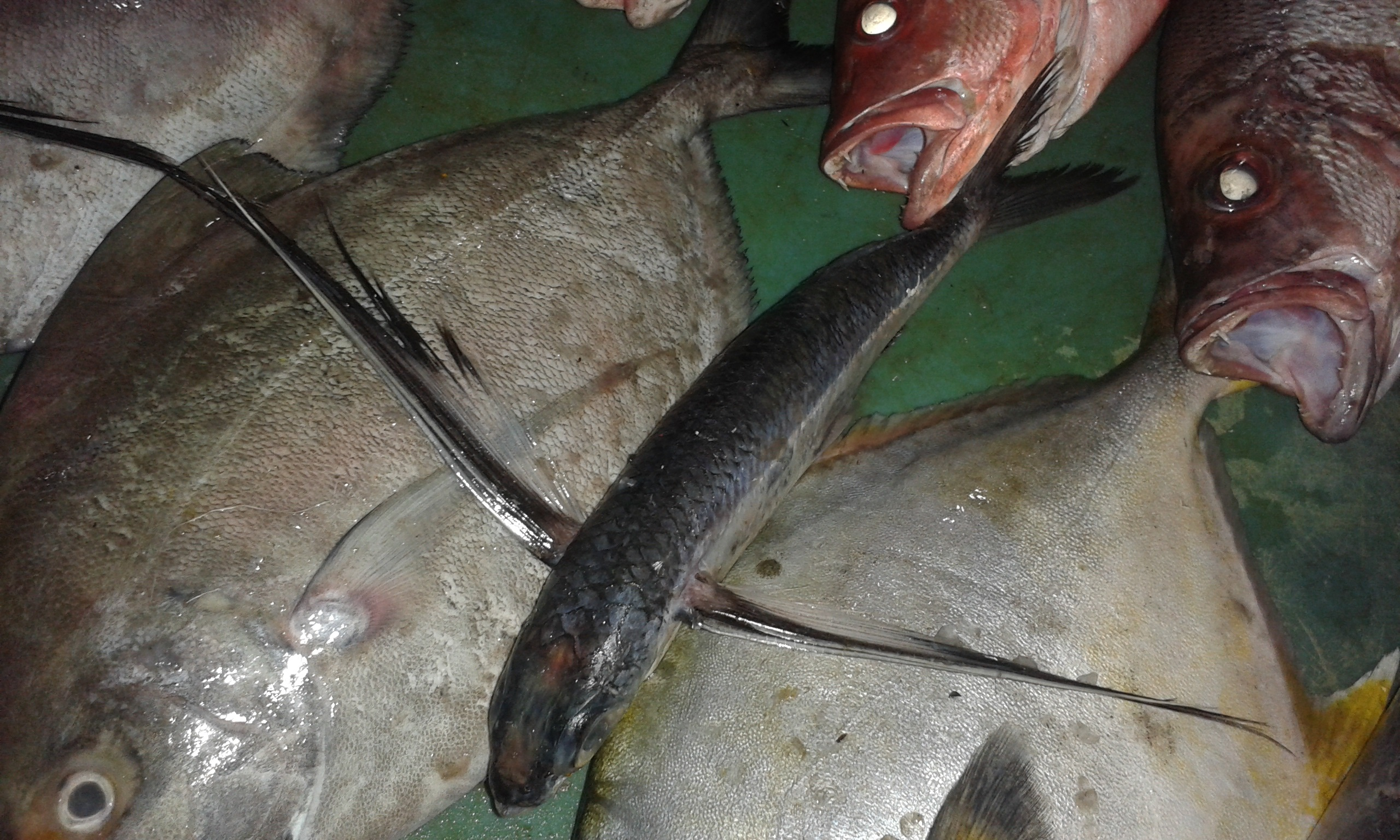

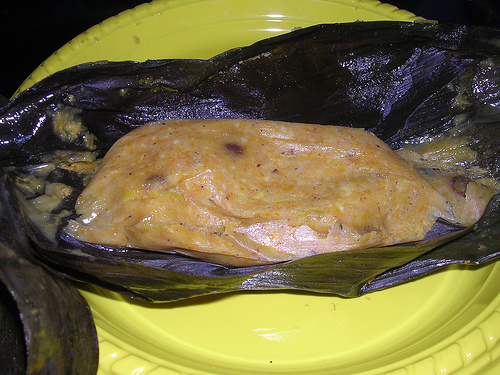

바베이도스 요리(Barbados 料理, 영어: Barbadian cuisine 바베이디언 퀴진[*])는 카리브 지역에 있는 바베이도스의 요리이다.

## 주요 음식

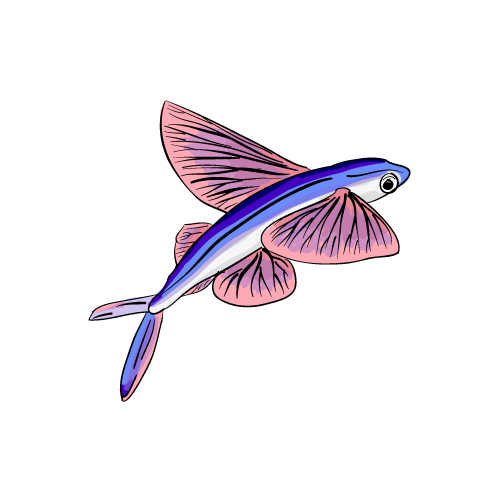

- 날치 튀김
- 생선 튀김 및 구이
- 염건어
- 닭튀김
- 새우 튀김 및 구이
- 칠면조 날개 구이
- 페퍼폿
- 바비큐

## 같이 보기
- 카리브 요리